# Lutjanus fulgens
Lutjanus fulgens är en fiskart som först beskrevs av Valenciennes, 1830.  Lutjanus fulgens ingår i släktet Lutjanus och familjen Lutjanidae. Inga underarter finns listade i Catalogue of Life.